# Fufluns

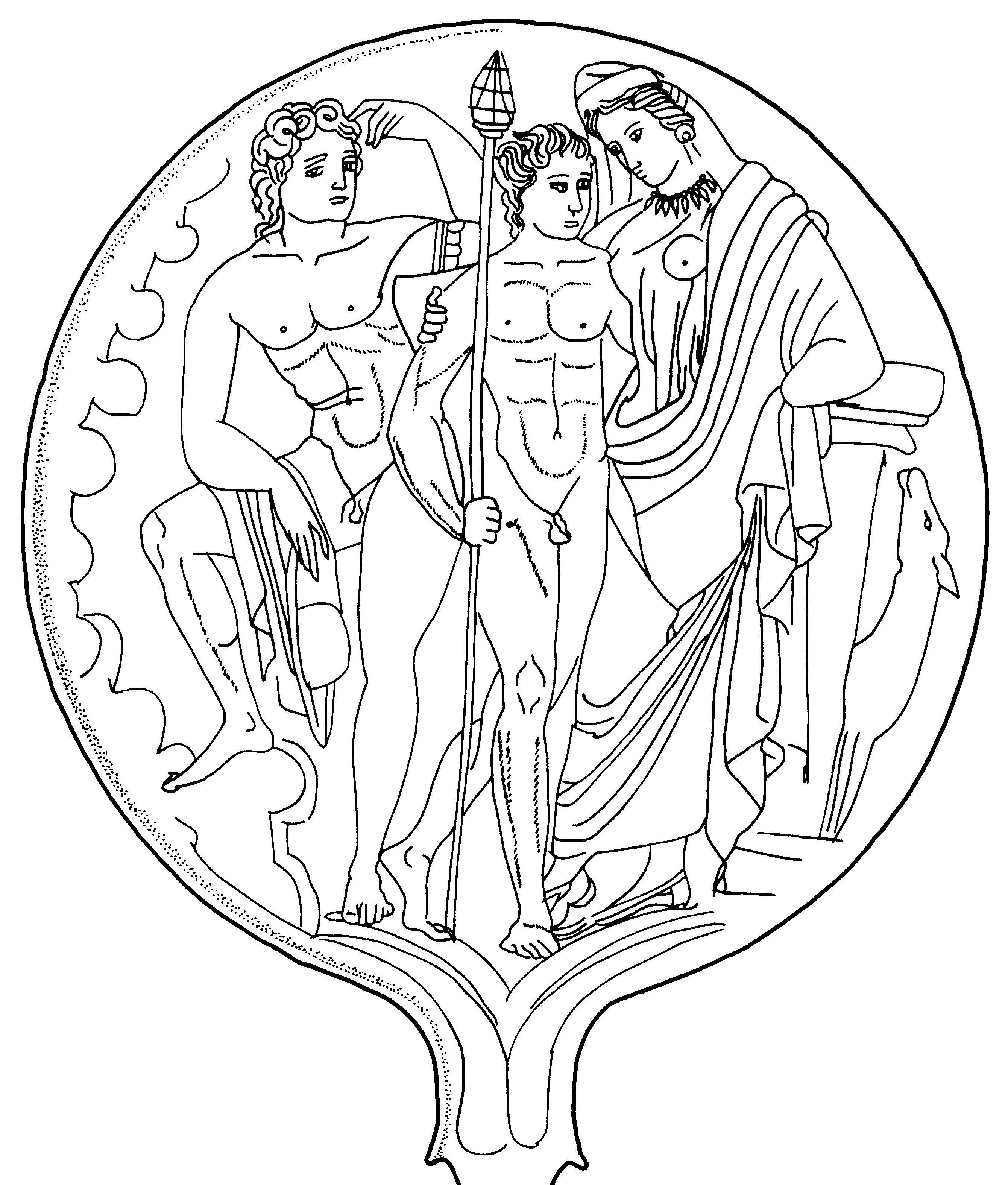
Espejo de bronce que muestra a Fufluns y a la que se piensa que puede ser su madre, Semia.

En la mitología etrusca, Fufluns (En etrusco: 𐌚𐌖𐌚𐌋𐌖𐌍𐌔) or Puphluns (En etrusco: 𐌐𐌖𐌘𐌋𐌖𐌍𐌔) era el dios de las plantas, de la felicidad, de la salud y del crecimiento en todas las cosas. Es hijo de Semia y del dios del cielo Tinia. Era adorado en Populonia, cuyo nombre deriva del de esta deidad (Fufluna o Pupluna).
Si bien fue adorado en Roma, en una época muy temprana fue reemplazado por otros dioses itálicos de la fertilidad.

## Iconografía
Fufluns es representado usualmente como un joven imberbe y solo en algunas excepciones como un hombre maduro y barbado. Se le presenta acompañado de tirsos, sátiros, ménades y otros símbolos apotropaicos.